# 奇擬棘茄魚
奇擬棘茄魚，為輻鰭魚綱鮟鱇目棘茄魚亞目棘茄魚科的其中一種，分布於西太平洋區，從琉球海溝至蘇拉威西島海域，屬底棲性魚類，棲息深度410-1372公尺，體長可達7.1公分，棲息在沙泥底質水域，生活習性不明。

## 扩展阅读
維基物種上的相關：奇擬棘茄魚